# Corsa (meccanica)

Sezione di un motore. La corsa è la distanza massima percorsa dal pistone durante un ciclo.

La corsa è la distanza che intercorre tra il punto morto inferiore e il punto morto superiore all'interno di un cilindro.

## Introduzione
Unitamente alla misura dell'alesaggio è il dato con cui, utilizzando la comune formula matematica per il volume di un cilindro, si ottiene la cilindrata unitaria in un motore, espressa in centimetri cubi.

## Misure/rapporti
In base al rapporto che vi è tra l'alesaggio e la corsa i vari tipi di motore prendono la denominazione di motore "Quadro" nel caso di misure uguali, di motore "Superquadro" o a "corsa corta" se la corsa è inferiore all'alesaggio e, infine, motore "Sottoquadro" o a "corsa lunga" nel caso opposto.